# Phyllophaga labrata
Phyllophaga labrata är en skalbaggsart som beskrevs av Chapin 1932. Phyllophaga labrata ingår i släktet Phyllophaga och familjen Melolonthidae. Inga underarter finns listade i Catalogue of Life.